# وتر حساس (مسلسل)
وتر حساس مسلسل مصري بُثَّ لأول مرة في عام 2024م، من تأليف أمين جمال وإخراج وائل فرج.

## قصة المسلسل
تدور أحداث مسلسل "وتر حساس" في إطار درامي اجتماعي، تدور أحداث المسلسل حول قضية الخيانة الزوجية وخبايا النفس البشرية من خلال ثلاث سيدات (طبيبة ومحامية وموظفة)، حيث تتصاعد وتيرة الأحداث بسبب الخلافات بين المحامية وزوجها مهندس الديكور وخاصة بعد اتهامها له بالخيانة مع تشابك العلاقات بين كل الأطراف.

## طاقم التمثيل
- صبا مبارك
- إنجي المقدم
- محمد علاء
- أحمد غزي
- هيدي كرم
- تميم عبده
- أحمد عبد الوهاب
- عايدة فهمي
- أحمد جمال سعيد
- صالح عبد النبي
- لبنى ونس
- لطيفة فهمي
- هاجر عفيفي
- تقى حسام
- محمد علي رزق
- محمد العمروسي
- مدحت الخطيب
- زياد زعتر

## فريق العمل
- إخراج: وائل فرج
- تأليف: أمين جمال
- إنتاج: المتحدة للخدمات الإعلامية